# Larry Nemmers
Larry Nemmers (* 12. Juli 1943 in Waterloo, Iowa) ist ein ehemaliger US-amerikanischer Schiedsrichter im American Football, der von der Saison 1985 bis 2007 in der NFL tätig war. Er trug die Uniform mit der Nummer 20.

## Karriere

### College Football
Vor dem Einstieg in die NFL arbeitete er ab dem Jahr 1975 als Schiedsrichter im College Football in der Big Ten Conference.

### National Football League
Nemmers begann im Jahr 1985 seine NFL-Laufbahn als Side Judge. Nachdem die Schiedsrichter Jerry Seeman und Jim Tunney ihren Rücktritt bekannt gegeben hatten, wurde er zur NFL-Saison 1991 zum Hauptschiedsrichter befördert.
Er war Side Jugde im Super Bowl XXV unter der Leitung von Hauptschiedsrichter Jerry Seeman. Zudem war er Ersatzschiedsrichter des Super Bowls XXXV. Er leitete die Pro Bowls 1995, 1997 und 2007 und war Replay Official im Pro Bowl 2019.
Nach seinem Rücktritt als Hauptschiedsrichter ernannte die NFL Alberto Riverón als Nachfolger.
Nemmers wurde im Jahr 2006 mit dem Art McNally Award ausgezeichnet.